# Філіпп Меланхтон
Філіпп Меланхтон (нім. Philipp Melanchthon, 16 лютого 1497, Бреттен (нині — федеральна земля Баден-Вюртемберг) — 19 квітня 1560, Віттенберг (нині — федеральна земля Саксонія-Ангальт) — німецький гуманіст, теолог і педагог, євангелічний реформатор, систематизатор лютеранської теології, сподвижник Мартіна Лютера.

## Життєпис
Справжнє прізвище — Шварцерд (нім. Schwartzerdt або нім. Schwarzerd). Народився в сім'ї зброяра і купецької дочки, учень і внучатий племінник Йоганна Рейхліна. У 12 років від роду поступив у Гайдельберзький університет, в 1514 році отримав у Тюбінгені ступінь магістра, читав там лекції римських класиків та з грецької граматики. У цей час відомий гуманіст і філософ того часу Еразм Роттердамський видав свій переклад Нового Завіту. Цей переклад і послужив початком для вивчення Біблії Меланхтоном.
З 1509 року, не без впливу свого великого родича, замість справжнього прізвища став використовувати його переклад грецькою — Меланхтон (грец. Μελάγχθων, що означає «чорна земля», «чорнозем»), з цим ім'ям і ввійшов у історію.
У 1520 році одружився з Катаріною Крапп — дочкою бургомістра Віттенберга.
Ще до одруження стараннями Рейхліна Меланхтон отримав кафедру грецької мови у Віттенберзькому університеті, де познайомився з Лютером. У своїй вступній лекції «De corrigendis adol e scentiae studiis» (1518), що стала епохою в історії німецької школи, він виклав свою гуманістичну програму, схвалену Лютером. Дружба з Лютером почалася у Меланхтона під час лейпцизького диспуту Лютера з Екком навесні 1518 року. Відтоді, незважаючи на тимчасові розбіжності, ця дружба не переривалися до самої смерті Лютера, багато в чому, завдяки м'якості самого Філіпа. Лютер призначав його собі в наступники, і після смерті Лютера (1546) Меланхтон справді став на чолі лютеранства. Після своєї смерті Меланхтон був похований поряд з могилою Лютера.

## Меланхтон і поширення Реформації
Меланхтон виступив з цілою низкою політико-богословських трактатів, що мали велике значення в ході Реформації. Це були насамперед:
- «Epitome doctrinae christianae» (1524). Цей трактат спонукав Філіпа, ландграфа Гессенського, примкнути до Реформації.
- Висновок Меланхтона, написаний в 1525 році, на прохання Людвіга V, курфюрста Пфальцького, про 12 селянських статей.
- «нім. Unterricht der Visitatoren an die Pfarrherren für Kurfürstentum Sachsen» (1527) — інструкція для розпочатої курфюрстом Йоганном візитації саксонських церков, яка фактично стала першим церковним і шкільним статутом євангельської Німеччини.
- Аугсбурзьке віросповідання, остаточно відредагована Меланхтоном.
- Апологія Аугсбурзького віросповідання та «Repetitio confessionis augustanae saxonica».
- «De potestate рарае», трактат, написаний Меланхтоном в 1537 році за дорученням Шмалькальденського союзу.

1545 року Мелахтон склав так звану «віттенберзьку реформацію», в якій йшов на великі поступки перед католиками відносно єпископальної організації церкви.
Присутній на всіх головних зборах євангелістських керівників, Меланхтон брав діяльну участь у запровадженні реформації в Саксонії та зокрема в Майсені, в організації церковних справ та шкільництва в Нюрнберзі, Лейпцизі, Єні, Тюбінгені, Франкфурті. Його слава була настільки велика, що королі Франциск I та Генріх VIII запрошували його до Франції й Англії для впорядкування церковних справ; проте Меланхтон запрошення відхилив.
Меланхтон нераз виступав як гнучкий посередник, здатний піти на значні поступки, аби тільки зберегти мир і єднання; особливо він симпатизував швейцарським реформаторам і з 1535 року дедалі рішучіше став схилятися у вченні про євхаристії до поглядів Кальвіна. Він також брав участь у виробленні так званого лейпцизького інтерима. Хоча після смерті Лютера до Меланхтона майже цілком перейшов весь той престиж, яким оточений був засновник Реформації, але цього було недостатньо, аби приборкати ненависть ортодоксальних послідовників Лютера, які виявляли незадоволення відхиленнями Меланхтона від ортодоксального Лютерового вчення. До самої смерті Меланхтона переслідувала «лють богословів» (rabies theologorum); одні вважали його криптокальвіністом, другі звинувачували у прихильності до католицьких поглядів.
Водночас Меланхтон схвально ставився до страти єретиків: спалення Сервета женевськими кальвіністами він називав «благочестивим і достопам'ятним для всього потомства прикладом».

## Значення діяльності Меланхтона

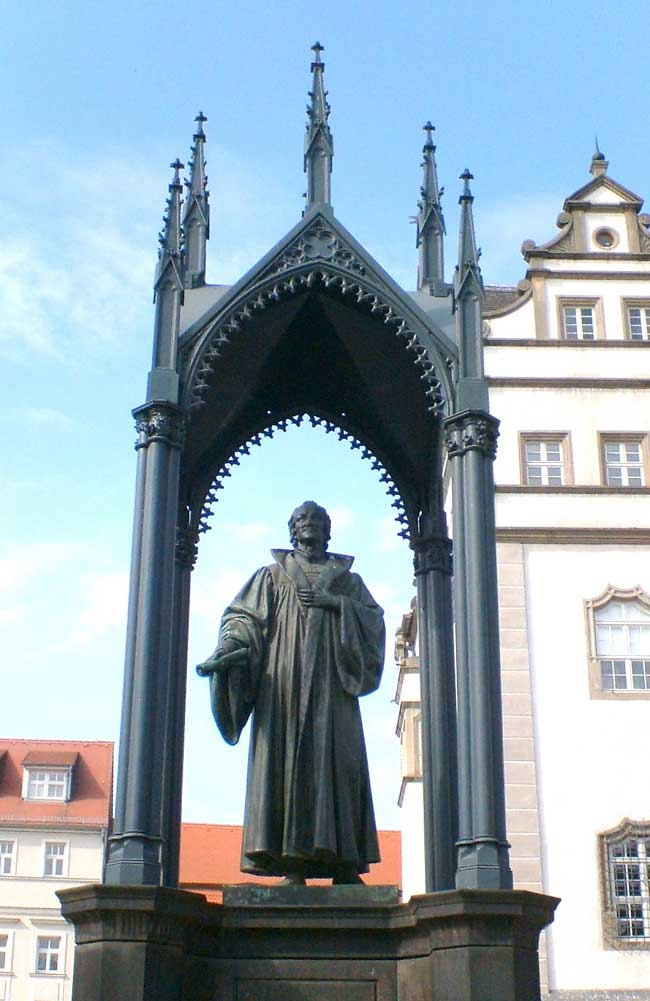
Пам'ятник у Віттенберзі

Ортодоксальний напрям лютеранства, що панував тривалий час у Німеччині, довго перешкоджав визнанню заслуг Меланхтона як реформатора. Але його значення як «вчителя Німеччини» (Praeceptor Germaniae) ніколи не оскаржувалося. Німецька школа, якою вона була з XVI по XVIII століття, через нього здобула свою міцну структуру і послужила зразком також для єзуїтів. У системі шкільництва Меланхтона насамперед вивчали латину, щоб витончено володіти нею усно й письмово; вчилися грецькою, аби мати можливість читати Новий Завіт в оригіналі, — а за цими цілями все інше відступало на другий план. Меланхтон склав для шкіл та університетів підручники грецької і латинської граматики, логіки, риторики і діалектики, богослов'я, етики, фізики та психології. Ці підручники набули загального поширення і довгий час служили зразками. Його виклад було ясним, систематичним і витонченим, проте не надто глибоким. В основу він поклав Арістотеля, цього «єдиного майстра методу». Меланхтон залишився прихильником аристотелево-птолемеєвського вчення про світобудову навіть після появи системи Коперника; цю останню Мелахтон вважав «злою і безбожною думкою» і вважав, що уряд зобов'язаний придушити її.
1865 року Меланхтонові поставлено пам'ятник у Віттенберзі. Пам'ятник Реформації, відкритий в 1883 році в Лейпцигу, зображує Лютера і Меланхтона; статуя Меланхтона входить також до складу пам'ятника Реформації у Вормсі, відкритого в 1868 році.

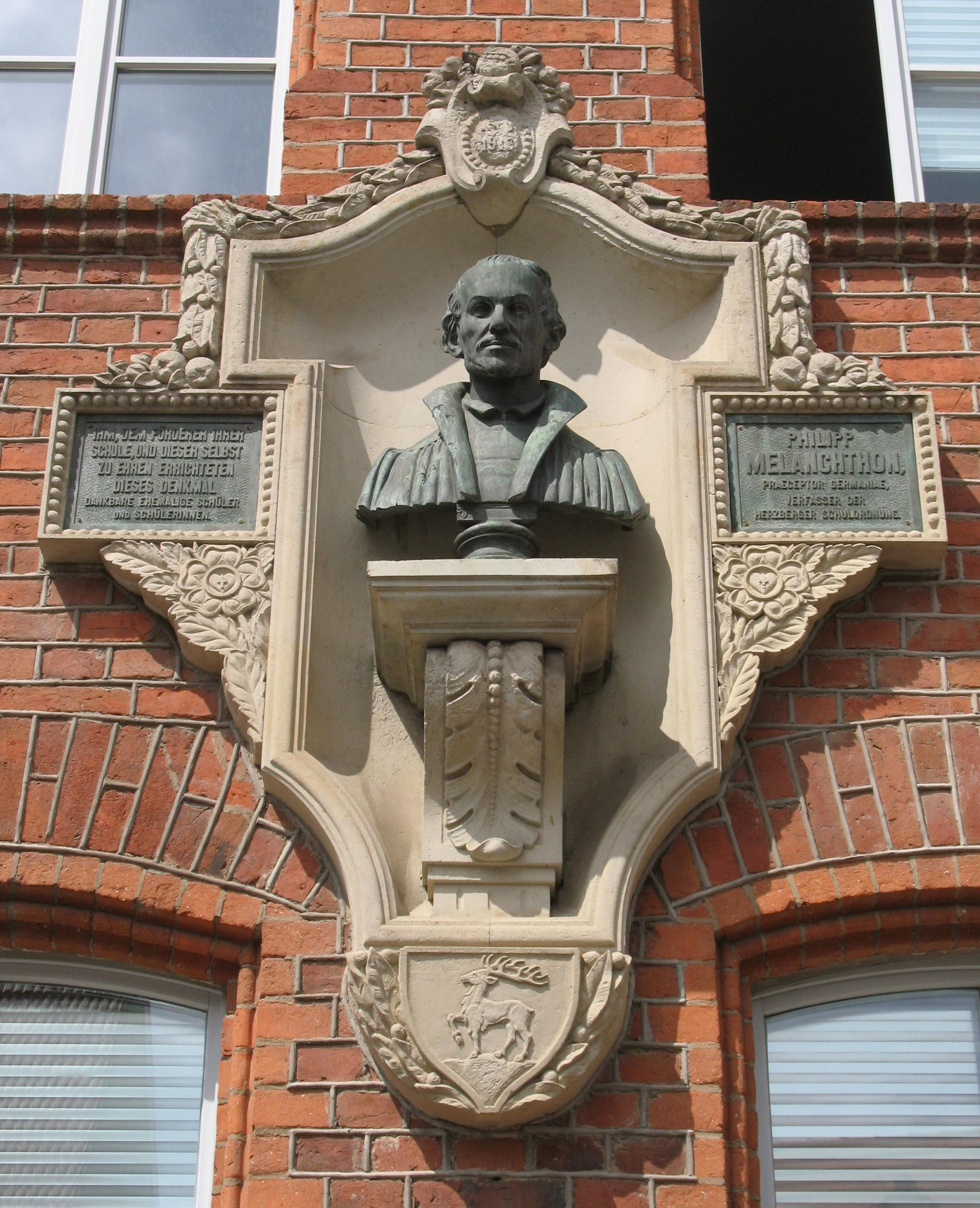
Герцберг

Біографію Меланхтона написав його друг Йоахим Камерарій; «нім. Verzeichniss der Schriften Melanchthons» склав Ротермунд (Бремен, 1814). Новітнє і найповніше зібрання творів Меланхтона видали Бретшнейдер і Біндсейль в «Corpus reformatorum» (28 т., Брауншвейг, 1834–60), а останній видав також «Melanchtonis epistolae, judicia, consilia etc.» (Галле, 1874); доповненням до «Corpus reformatorum» служить «Melanchthoniana paedagogica», видана Гартфельдом (Лейпциг, 1892).

## Канонізація
Святий в Українській лютеранській церкві. День пам'яті - 19 квітня.

## Вибрані твори

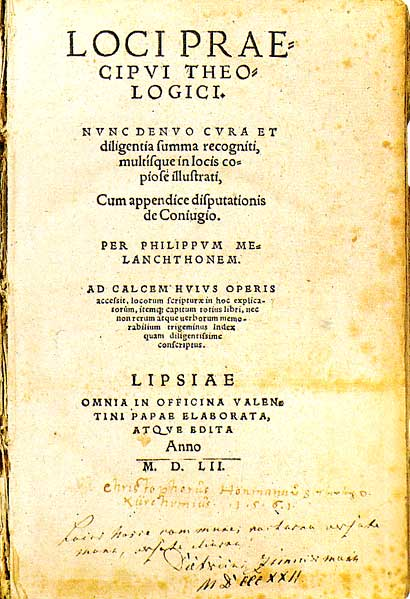
Обкладинка Меланхтонової праці «Loci praecipui theologici», 1552

- Institutiones Graecae grammaticae 1518
- Loci communes|Loci communes rerum theologicarum 1521
- Unterricht der Visitatoren an die Pfarrherren im Kurfürstentum Sachsen 1527
- Confessio Augustana 1530
- Apologie des Augsburgischen Bekenntnisses 1531
- Traktat über die Gewalt und den Primat des Papstes 1537
- Von der Kierchen und alten Kierchenleren; Das die Fursten aus Gottes beuelh vnd gebot schuldig sind; Widder den unreinen Bapsts Celibat und verbot der Priesterche, 1540 (Digitalisat [Архівовано 11 січня 2012 у Wayback Machine.])
- Tetrabiblos 1553 (Herausgeber von Claudius Ptolemäus vierbändigem Werk der Astrologie, verfasst um ca. 150 n. Chr.) ISBN 978-3-925100-17-8
- Heubtartikel Christlicher Lere. Melanchthons deutsche Fassung seiner Loci theologici, nach dem Autograph und dem Originaldruck von 1553. ISBN 978-3-374-01950-2
- Examen eorum, qui oudiuntur ante ritum publicae ordinotionis, qua commendatur eis ministerium EVANGELLI: Traditum Vuitebergae, Anno 1554, [Архівовано 17 березня 2012 у Wayback Machine.] in Opolska Biblioteka Cyfrowa
- Process, wie es soll gehalten werden mit den Widertäuffern Worms 1557 (Digitalisat)

## Науково-критичні видання
- Melanchthons Briefwechsel. Kritische und kommentierte Gesamtausgabe in 47 Bänden. Im Auftrag der Heidelberger Akademie der Wissenschaften hrsg. von Heinz Scheible und Christine Mundhenk. Frommann-Holzboog, Stuttgart-Bad Cannstatt 1977 ff., ISBN 978-3-7728-0631-5

## Цікаві факти
У творі «Людина в пляшці» австрійського письменника Густава Майрінка є персонаж на ім'я Меланхтон.

## Посилання

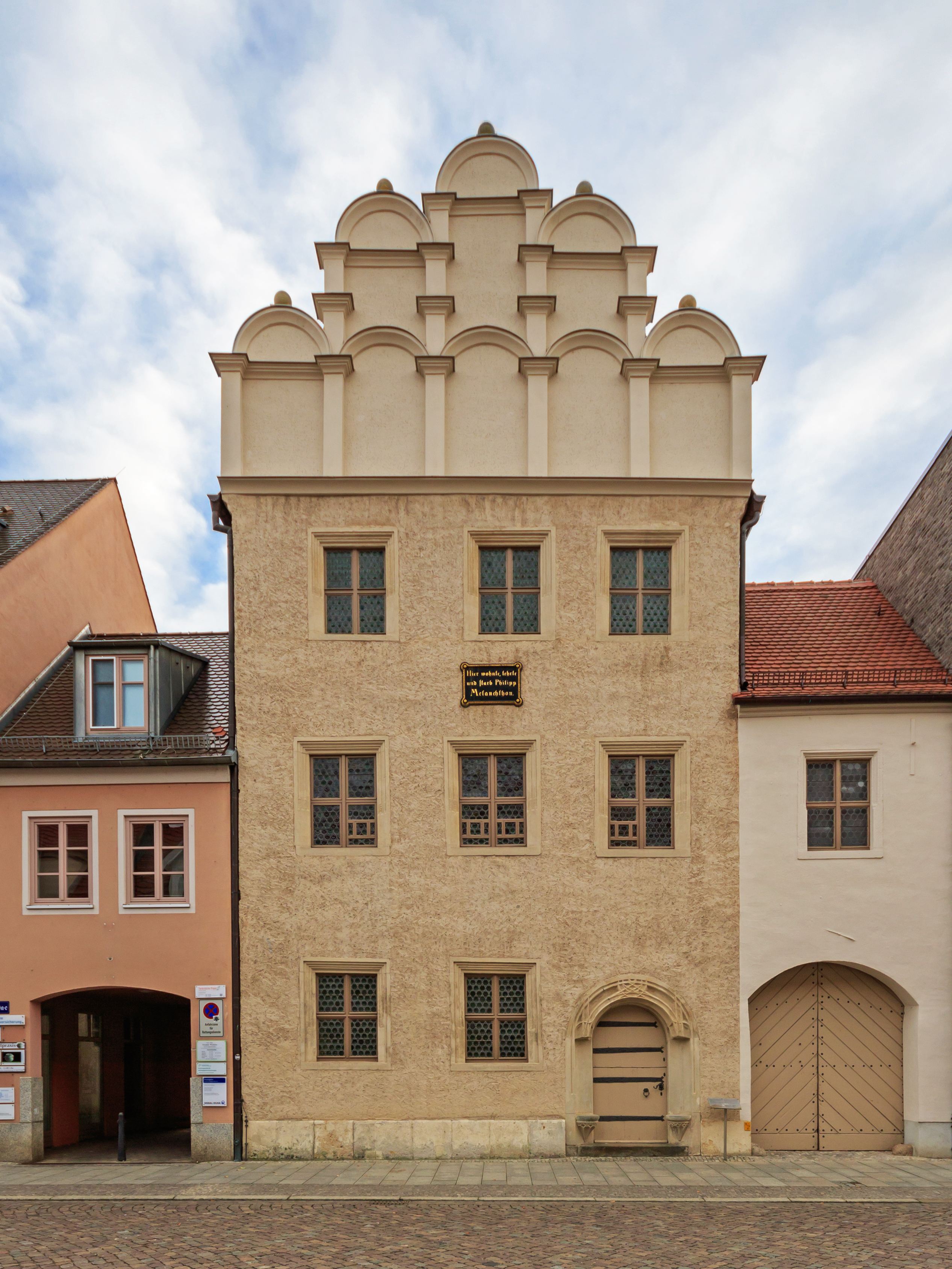
Віттенберг, будинок Меланхтона